# Grande Prémio Adamastor de Literatura Fantástica Portuguesa
O Grande Prémio Adamastor de Literatura Fantástica Portuguesa é um prémio de literatura portuguesa. Organizado pelo Colectivo Trëma, aborta a literatura fantástica de Portugal.
O prémio divide-se em quatro categorias: Literatura Fantástica Estrangeira, Ficção Fantástica em Banda Desenhada, Ficção Fantástica em Conto e Grande Prémio da Literatura Fantástica Portuguesa.

## Obras vencedoras do Grande Prémio da Literatura Fantástica Portuguesa
- Nome de Código Portograal, de Luís Corredoura (2014)[2]
- As Nuvens de Hamburgo, de Pedro Cipriano (2018)[2][3]
- A Batalha da Escuridão, de Bruno Martins Soares (2019)[2]
- As Sombras de Lázaro, de Pedro Lucas Martins (2020)[2]
- Mekanon, de Michel Alex (2021)[2]
- Sangue Novo, Pedro Lucas Martins (2022)[1]
- Sangue: Uma Antologia Portuguesa (2023)